# Kék lagúna: Ébredés
A Kék lagúna: Ébredés (eredeti cím: Blue Lagoon: The Awakening) amerikai romantikus film, amely 2012. június 16-án debütált Amerikában.

## Történet
Egy gimnáziumi tanulmányi kirándulás alkalmával egy hajó balesetet szenved. Két tinédzser a közeli szigetre úszik, viszont itt magukra maradnak. A lógós Dean és az eminens tanuló Emmaline kénytelenek összebarátkozni, hiszen e lakatlan helyen egymásra számíthatnak csak. Sokat tanulnak magukról és egymásról, s végül szerelembe is esnek.

## Szereplők
| Szereplő         | Színész               | Magyar hang                             | Magyar hang                    |
| Szereplő         | Színész               | 1. magyar szinkron (HBO)                | 2. magyar szinkron (Digi Film) |
| ---------------- | --------------------- | --------------------------------------- | ------------------------------ |
| Emma Robinson    | Indiana Evans         | Csifó Dorina                            | Kardos Eszter                  |
| Dean McMullen    | Brenton Thwaites      | Czető Roland                            | Gacsal Ádám                    |
| Barbara Robinson | Denise Richards       | Zakariás Éva                            | Sallai Nóra                    |
| Jack McMullen    | Patrick St. Esprit    | Hirtling István                         | Kőszegi Ákos                   |
| Phil Robinson    | Frank John Hughes     | Láng Balázs                             | Papp Dániel                    |
| Lizzie           | Alix Elizabeth Gitter | ?                                       | Csifó Dorina                   |
| Stacey Robinson  | Carrie Wampler        | ?                                       | Laudon Andrea                  |
| Helen            | Hayley Kiyoko         | Lamboni Anna                            | Berkes Boglárka                |
| Jude             | Aimee Carrero         | ?                                       | Lamboni Anna                   |
| Ms. Collier      | Annie Tedesco         | Hámori Eszter                           | Kisfalvi Krisztina             |
| Mr. Christiansen | Christopher Atkins    | Kárpáti Levente                         | Welker Gábor                   |
| Stephen Sullivan | Jacob Artist          | Gacsal Ádám                             | Markovics Tamás                |
| Riporter         | –                     | ?                                       | Németh Gábor                   |
| További hangok   | –                     | Czető Zsanett Nagy Blanka Szabó Zselyke | –                              |

## Magyar változat munkatársai
| Beosztás        | Szinkronstáb      | Szinkronstáb              |
| Beosztás        | HBO               | Digi Film                 |
| --------------- | ----------------- | ------------------------- |
| Felolvasó       | Zahorán Adrienne  | Bozai József              |
| Magyar szöveg   | Vincze Miklós     | Vincze Miklós             |
| Hangmérnök      | Fék György        | Tóth Imre                 |
| Vágó            | Kajdácsi Brigitta | Szemerédi Gabriella       |
| Gyártásvezető   | Kablay Luca       | Derzsi Kovács Éva         |
| Szinkronrendező | Kolozs Dóra       | Bartucz Attila            |
| Szinkronstúdió  | Mafilm Audio Kft. | Masterfilm (Digital) Kft. |
| Megrendelő      | HBO               | Digi Kft.                 |

## Fordítás
Ez a szócikk részben vagy egészben  a   Blue Lagoon: The Awakening című angol Wikipédia-szócikk fordításán alapul.  Az eredeti cikk szerkesztőit annak laptörténete sorolja fel. Ez a jelzés csupán a megfogalmazás eredetét és a szerzői jogokat jelzi, nem szolgál a cikkben szereplő információk forrásmegjelöléseként.